# 薈藍
薈藍（英語：The Met. Azure）是香港新界青衣寮肚路的一個私人屋苑。由宏安地產發展，標準單位實用面積203至257平方呎，特色單位實用面積181至257平方呎，提供288伙開放式及32伙1房單位。
項目位於青衣市地段192號，地政總署於2018年4月11日以港幣8億6,730萬元批出，批租期為50年。原址是亨美街小巴總站。

## 住宅銷售
項目於2021年8月5日推出首張價單，當中涉及64伙單位，經折扣後售價由來$388.8萬至$455萬。其後2021年8月14日進行首輪銷售，即日售出143伙，佔當日可銷售單位100%。其中當日售出16樓A08室，實用面積203平方呎，成交價$517.5萬，呎價$25,493一度成為青衣最貴呎價私人住宅單位。有關紀錄其後再由項目其他單位打破，呎價最高單位為2022年6月5日售出之2樓A02室，實用面積185平方呎，成交價$600萬，呎價$32,432。根據項目成交紀錄冊，項目全盤320伙住宅單位於2023年5月7日售罄，銷售歷時1年9個月，而呎價最高單位為18樓A05室，實用面積203平方呎，成交價$795萬，呎價$39,163。

## 住宅租務
項目於2022年9月啟動交樓程序，比原定預計的關鍵日期2022年12月31日提早約1季。2022年8月一個預租開放式單位呎租為$57，回報率約2.6%。至2023年3月，開放式單位呎租上升至$79，回報率約3.2%，呎價比港島區西半山敦皓、羅便臣道80號更高。

## 政府設施
基座設有3個有蓋公共小型巴士停泊處，並命名為青衣亨美街公共小型巴士（專線）總站，並於2024年3月31日早上6時正起開始供專線小巴409及409S線使用。

## 單位景觀
每層6伙望山景及長亨邨、長宏邨樓景。另外14伙單位則望藍巴勒海峽海景。

## 附近屋邨及私人屋苑
長亨邨、長宏邨、曉峰園